# Shahrak-e Mofatteh
Shahrak-e Mofatteh (persiska: شهرک مفتح, Shahīd Mofatteh, Jarīyeh-e Seyyed Moḩammad, جریّه سیّد محمّد) är en ort i Iran.   Den ligger i provinsen Khuzestan, i den västra delen av landet, 500 km sydväst om huvudstaden Teheran. Shahrak-e Mofatteh ligger 79 meter över havet och antalet invånare är 763.
Terrängen runt Shahrak-e Mofatteh är mycket platt. Runt Shahrak-e Mofatteh är det ganska tätbefolkat, med 96 invånare per kvadratkilometer. Närmaste större samhälle är Susa, 10,4 km väster om Shahrak-e Mofatteh. Trakten runt Shahrak-e Mofatteh består till största delen av jordbruksmark.